# Sierra de la Lavia
La Sierra de Lavia es una sierra de la Región de Murcia, al sur del término municipal de Cehegín y Bullas y al norte de las Pedanías Altas de Lorca. Su máxima altura es de 1.238 metros y pertenece a la Cordillera Bética. Esta sierra fue clasificada en el año 2000 como Lugar de Importancia Comunitaria (LIC), y junto a las sierras de Burete y Cambrón son territorio ZEPA, así como Área de Protección de la Fauna Silvestre y Área de Sensibilidad Ecológica.

## Características
La Sierra de la Lavia es considerada como un espacio de media montaña en el que se desarrollan distintas comunidades vegetales a lo largo y ancho de sus áreas de cumbre, umbrías y rocosas. Por otro lado, en los piedemonte de esta sierra encontraremos zonas de cultivo, especialmente olivar y viñedos. Entre estos últimos destaca el paraje del valle del Aceniche.

## Flora y fauna
La vegetación está dominada por el pinar de pino carrasco (Pinus halepensis), apareciendo también encinas (Quercus rotundifolia) y quejigos (Quercus faginea). El sotobosque está dominado por coscoja, romero, enebro, lentisco, diferentes especies de jara (entre las que destaca Cistus laurifolius), y diversas especies de tomillo. En las zonas de cumbre aparecen sabinares mesomediterráneos de sabina negra (Juniperus phoenicea) y comunidades de Sedum sediforme, mientras que en los barrancos encontraremos durillo, cojín de monja y jarales.
Entre la fauna que se puede avistar en Sierra de Lavia está la chova piquirroja, el búho real y la cabra montés. Sin olvidar que los aledaños de este relieve son zonas de pastoreo de ganado ovino y especies de caza, como el jabalí o la liebre. En los últimos años aparece también arruí, un muflón procedente del norte de África que fue introducido con fines cinegéticos en Sierra Espuña y que se ha extendido a las sierras cercanas, como es esta.